# Désinstitutionnalisation

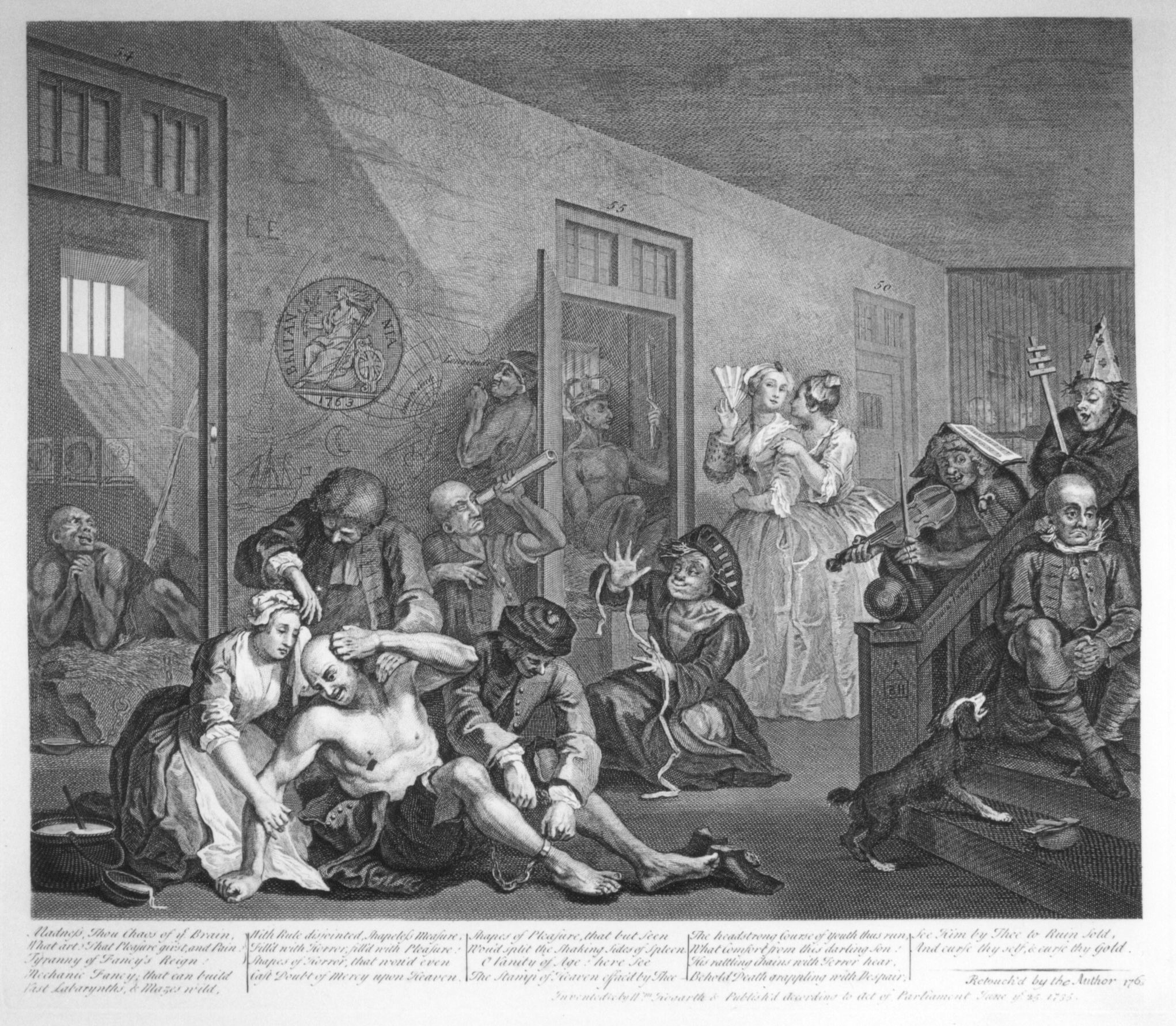
Hôpital psychiatrique britannique dans les années 1760.

La désinstitutionnalisation est un processus de remplacement des séjours de longue durée des personnes diagnostiquées avec un trouble mental (schizophrénie, trouble bipolaire...), un trouble neurodéveloppemental (autisme...) et/ou une situation de handicap. Au terme de ce processus, les séjours en hôpital psychiatrique et/ou en structures médico-sociales dédiées à leur accueil à temps plein sont remplacés par des services en milieu ouvert avec des soins prioritairement effectués en milieu ambulatoire.
À la fin du XXe siècle, dans de nombreux pays occidentaux, ce processus conduit à la réduction massive de places en hôpital psychiatrique, à la fermeture de certains hôpitaux, d'instituts éducatifs et spécialisés, et de centres médico-sociaux, au profit de suivis, de soins et de soutiens à domicile, dans des hôpitaux et cliniques classiques, ou encore dans des résidences multi-services ou des services communautaires.
Ce processus est l'aboutissement politique du modèle social du handicap, de la vie autonome et du combat pour les droits civiques et la citoyenneté des personnes en situation de handicap. Il est la conséquence naturelle du passage de la vision des personnes en situation de handicap comme « objets de soin » à des personnes « sujets de droit ».
Les différents types d'institutions sont critiquées par l'Organisation mondiale de la santé (en particulier via sa formation aux soins en santé mentale fondés sur les droits de l'homme, Quality Rights), au sein de la Convention relative aux droits des personnes handicapées et par les rapporteurs spéciaux des nations unies.
L'Organisation mondiale de la santé recommande que les hôpitaux psychiatriques soient fermés et remplacés par des services dans les hôpitaux généraux, des services en santé mentale communautaire et des services intégrés dans les premiers soins. La différence doit être faite entre les institutions psychiatriques et des services de soins spécialisés ou résidentiels destinés aux personnes avec un handicap psychique ou mental et un manque de soutien familial les empêchant de vivre au sein de la communauté, étant admis que les personnes ayant réellement besoin de ces structures constituent une minorité au sein de l'ensemble des personnes handicapées.

## Définition
D'après Duane Stroman, auteur de l'ouvrage The disability rights movement : from deinstitutionalization to self-determination, la désinstitutionnalisation revêt deux aspects : le premier se focalise sur une réduction du nombre des patients hébergés dans les institutions psychiatriques. Cela peut se faire en libérant les individus des institutions, ce qui d'après lui écourte leur séjour et augmente leurs chances d'être de nouveau acceptés en société. La seconde définition désigne la réforme du processus institutionnel dans le but de réduire et d'arrêter les comportements dépendants, impuissants et autres comportements « non adaptatifs ». Cet auteur associe le thème de la désinstitutionnalisation avec le mouvement des droits du handicap.
D'après l'auteur et psychiatre Thomas Szasz, la désinstitutionnalisation est le droit et l'exercice de transférer des patients sans foyer souffrant de troubles mentaux, involontairement hospitalisés dans différentes institutions de facto psychiatriques, majoritairement financées par l'État.

### Recommandation des enquêtes de l'Organisation mondiale de la santé
L'Organisation mondiale de la santé explique, à partir de l'exemple de l'Italie et de sa psychiatrie démocratique qui a remplacé les hôpitaux psychiatriques notamment par des lits de psychiatrie dans des dispositifs résidentiels communautaires, qu'une tendance à la reproduction des mécanismes propres à l'institution est possible même dans ce contexte, puisque les patients ont tendance à rester sur place sur le long terme au lieu d'être réhabilités. Elle appuie le fait que la réforme italienne n'avait pas seulement pour objet la fermeture des institutions psychiatriques, mais surtout l'égalité de traitement des patients psychiatriques avec d'autres types de patients, ce qui induit de passer de la garde et de la coercition au traitement et au soin.
Si la désinstitutionnalisation est gérée comme une déshospitalisation, sans tenir dûment compte du contexte plus large décrit ci-dessus, de nombreux effets négatifs peuvent se produire. Il s'agit notamment de l'absence de domicile fixe, de la réintégration ou de la transinstitutionnalisation dans les prisons et les « asiles virtuels communautaires », et de l' « internat » en salle d'urgence. La nécessité d'une vision plus nuancée de la désinstitutionnalisation devient évidente lorsque l'on considère la pénurie de lits pour la santé mentale dans de nombreux pays à faibles et moyens revenus. Au niveau mondial, on compte environ 7 lits d'hôpital psychiatrique pour 100 000 habitants, mais ce nombre varie considérablement d'une région à l'autre et d'une catégorie de revenus à l'autre. Dans les pays à faible revenu, le nombre total de lits d'hospitalisation est souvent assez limité. Dans ces pays, le défi n'est pas de réduire le nombre total de lits d'hospitalisation, mais plutôt de transformer ces lits de soins institutionnels en soins d'hospitalisation de courte durée, tout en développant simultanément des services ambulatoires complémentaires.  En outre, dans les pays où l'offre de lits de santé mentale en hospitalisation est excédentaire, la désinstitutionnalisation exige le renforcement des services de proximité sur lesquels les usagers s'appuieront. 
Les services de proximité peuvent être mis en place par les institutions, grâce à la réaffectation des ressources vers des équipes mobiles, des centres de soins ambulatoires et de jour, des foyers de groupe et des programmes de réhabilitation. Les premiers efforts déployés par les institutions pour renforcer les services de proximité peuvent encourager un financement supplémentaire et la réduction des lits de long séjour, ainsi que des réaffectations par vagues successives. La désinstitutionnalisation a peu de chances de réussir sans un niveau secondaire de soins de santé mentale qui fonctionne bien. Les soins secondaires (par exemple, les spécialistes de la santé mentale travaillant dans les hôpitaux généraux ou les centres de santé mentale communautaires) peuvent fournir une supervision et un soutien essentiels aux soins de santé primaires, assurer toute une série d'autres services de proximité et prévenir la (ré)institutionnalisation en fournissant des soins psychiatriques d'urgence.
Les professionnels soignants et les organismes professionnels de la santé doivent être activement impliqués dans la planification, la mise en œuvre et le suivi de la réforme, sinon leur résistance pourrait contrecarrer toute tentative de changement des systèmes de santé mentale. Troisièmement, toute une série de secteurs gouvernementaux, de responsables universitaires, d'organisations non gouvernementales, d'utilisateurs de services et de leurs familles ont un rôle important à jouer.

Les transformations contextuelles telles que les situations d'urgence et les changements de direction politique devraient être prises en considération pour leur capacité à créer des ouvertures en vue de la désinstitutionnalisation. Enfin, un financement supplémentaire est nécessaire pour soutenir la transition entre les soins en institution et les soins de proximité. 

### La Convention relative aux droits des personnes handicapées (ONU)
L'article 19 de la Convention relative aux droits des personnes handicapées (CRDPH) de l'ONU préconise l'autonomie de vie et inclusion dans la société. La France a ratifié la CRDPH en 2010.  
Le 9 septembre 2022, le Comité des droits de personnes handicapées a adopté des lignes directrices sur la désinstitutionnalisation, le but étant de mettre en garde les États parties contre les risques inhérents à l'institutionnalisation des personnes handicapées.    

#### En France
En 2017, la rapporteuse spéciale sur les droits des personnes handicapées de l'ONU, Catalina Devandas-Aguilar au cours de sa visite en France du 3 au 13 octobre, à propos des établissements spécialisés, a estimé que : "L’accent [en France] est mis sur la déficience de l’individu et non pas sur la transformation de la société et de l’environnement pour assurer des services accessibles et inclusifs ainsi qu’un accompagnement de proximité."
En 2021, Jonas Ruskus, le rapporteur du Comité pour l’examen du rapport de la France, s'est dit "déçu par les niveaux de discrimination structurelle à l’encontre des personnes en situation de handicap en France et a jugé très préoccupant que la France n’ait pas pour objectif de mettre fin à l’institutionnalisation de personnes handicapées, y compris d’enfants."
En avril 2023, le gouvernement français, lors de la Conférence nationale du handicap, a annoncé 50,000 nouvelles solutions pour les personnes en situation de handicap entre 2024 et 2030, pour un budget de 2 milliards d’euros. Le ministère chargé des Personnes handicapées, a expliqué en juin 2023 qu'« il n’est pas prévu de fermer les établissements.»

## Origines
Au XIXe siècle, le nombre et la taille des asiles dans les pays industrialisés de l'ouest grimpent massivement. Originellement axés sur le concept des traitements humains et personnalisés, ces asiles deviennent surpeuplés, isolés et négligés.
En 1997, David Wright, dans le volume 10 de Social History of Medicine, traite du phénomène de demande croissante en services d'institutionnalisation dans le monde occidental de 1800 à 1914. Selon lui, ce phénomène a d'abord concerné l'Angleterre, l'Irlande, les États-Unis, la France et l'Allemagne, pour s'entende aux colonies telles que l'Inde et l'Afrique du Sud.
D'abord caractérisé par l'optimisme, ce mouvement s'est accompagné de nouvelles législations afin de venir en aide aux «pauvres insensés», mais les asiles publics sous contrôle médical, engorgés par une population auparavant confinée dans des ateliers de travail, des prisons ou des maisons de fous privées et caritatives, en sont venus au point de tripler en taille afin d'accueillir la masse de «chroniques» et d'«incurables». L'aliénisme de l'époque a connu un revirement sombre au début du XXe siècle, époque baignée par des considérations relevant de la peur de la dégénérescence raciale et de darwinisme social.
Selon lui, les institutions de ce temps ont été caractérisées par l'émergence d'une nouvelle classe de «superintendants» médicaux, gestionnaires de tous les aspects de la vie des patients hébergés dans les asiles. L'influence de ces spécialistes a influencé les familles à chercher des remèdes aux problèmes de leurs proches dans le domaine incarné par l'expertise de l'aliéniste, plutôt que dans la communauté locale.
Il s'appuie notamment sur le travail de Michel Foucault dans l'Histoire de la folie à l'âge classique afin de montrer que le développement des asiles était dû à la caractérisation de plus en plus exclusive de la folie en tant que phénomène pathologique, imparti aux responsables médicaux, et d'autre part, sur celui de Klaus Doerner dans Madmen and the Bourgeoisie, a social history of insanity and psychiatry, pour montrer que le développement de la société industrielle et productiviste a conduit a une intolérance croissante envers les individus considérés comme oisifs, inutiles et improductifs, et à un effort pour construire des endroits spécifiques pour leur incarcération et leur réinsertion. La construction des asiles publics a rendu culturellement acceptable le fait de confier l'existence des personnes atteintes de troubles à des institutions dédiées.

### XXesiècle
Au début du XXe siècle, les demandes excessives d'admission ont entrainé de sérieux problèmes de surpopulation dans les institutions. Les budgets ont été coupés, particulièrement lors des périodes de guerre et de crises économiques. Les asiles deviennent insalubres, surpeuplés et les patients s'entassent, sont mal soignés et certains d'entre eux meurent de malnutrition.
Quelques alternatives pour remédier à ce problème ont été suggérées et mises en œuvre durant les années 1920 et 1930, alors que le nombre continue de grimper dans les années 1950. Un mouvement est alors engagé face à la désinstitutionnalisation dans de nombreux pays durant les années 1950 et 1960. Les arguments publics, le délai d'application et la mise en place des réformes se sont différenciés selon les pays. Des recours collectifs aux États-Unis et les mouvements d'usagers ont notamment aidé à mettre au grand jour la vérité concernant les mauvaises conditions et les mauvais traitements. Des sociologues, entre autres, ont expliqué que de telles institutions ont maintenu ou créé l'exclusion, la dépendance et le handicap, ce qui a entraîné les patients à être institutionnalisés.
Les services communautaires aux États-Unis se sont développés à la suite de la demande en soins de nature psychologique et de services sociaux, associée à une déficience générale des politiques en santé mentale.
Le mouvement de désinstitutionnalisation a amené, dans les années 1960, à amplifier les pratiques dites de « open-door psychiatry » dans le cadre de la psychiatrie communautaire. La désinstitutionnalisation aurait amené a admettre davantage de personnes dans les prisons dans le cadre de jugements spécialisés, et a un développement de la psychiatrie forensique.

#### Arguments de Erving Goffman dansAsiles
Un ouvrage clé dans le développement de la désinstitutionnalisation est intitulé Asiles de Erving Goffman.
L'originalité de la description que Goffman fait des institutions psychiatriques réside en la description de la carrière morale du résident en psychiatrie. En effet, la séquence régulière de changements qui accompagne le placement d'une personne en institution repose dans le jugement exercé par le patient sur lui-même et ses pairs, ainsi que sur le jugement de ses pairs sur celui-ci. L'institution totale que représente l'asile ou l'hôpital psychiatrique exerce un processus de mortification (dépouillement de son identité sociale) et propose à l'individu d'entrer dans un univers clos où les rôles sociaux sont définis de manière différente du milieu ordinaire. Certains pratiques de l'institution sont qualifiées de cérémonies, conçues afin de générer un sentiment commun d'appartenance au milieu institutionnel, chez les patients constitués en groupes, telles que la rédaction d'un journal hospitalier, la participation à des pièces de théâtre mettant en scène les personnes dans leurs rôles de patients, activités sportives surveillées par l'équipe médicale, etc.
La conversion d'une personne en patient en santé mentale passe par l'intégration d'un processus de rectification morale : celle-ci doit intégrer le fait que, même lorsqu'elle sortira, la vie ne sera plus la même qu'avant, qu'elle a accompli quelque faute en société et doit accepter de bien se comporter pour pouvoir sortir. Le rôle de l'équipe médicale, en particulier, est de prendre part à cette réfaction morale, qui consiste en une correction ordonnée des comportements, reposant sur des régularités orchestrées par les psychiatres, tels que les ordonnances de médicaments, les diagnostics, la proposition de nouveaux traitements, la collecte d'informations, les observations formulées.
Ceci explique, au yeux de Goffman, les contradictions inhérentes aux pratiques psychiatriques en institution :
- Le traitement donné n'est souvent pas spécifique aux troubles particuliers du patient[19]
- La conduite d'un patient dans le service n'est pas représentative de sa conduite en dehors de celui-ci[19]
- L'équipe psychiatrique voit plus souvent les patients qui nécessitent le moins de soins que les cas considérés comme sévères[19]
- Le jugement selon lequel une personne est aliénée ou folle repose davantage sur la distance sociale entre celui qui juge et cette personne, que sur une quelconque réalité médicale, et se trouve par conséquent renforcée par la présence de long terme au sein d'un service réputé héberger des cas lourds[19]
- Un patient pourra être conduit de façon totalement différente (c'est-à-dire par l'utilisation de procédés de raison ou de séduction) au sein du milieu institutionnel s'il n'a jamais été hospitalisé de force (Goffman parle de «pré-patient») que s'il est considéré comme un patient à part entière ou «convalescent» de longue durée[19]
- Si un sens quelconque, venu de leur expérience en milieu ordinaire, peut être donné à la raison de leur présence à long terme en institution, les patients tendent à rejeter les services offerts[19]

## Actualité du processus

### Principes fondamentaux
Le rapport de 2007 intitulé Desinstutionnalisation and community living : outcomes and costs (DECLOC), élaboré afin de rassembler les informations sur les personnes handicapées vivant en institution dans vingt-huit pays européens, vise à identifier des stratégies afin de réaliser une transition vers un mode de vie communautaire.
Il s'appuie sur plusieurs principes :
- Séparation des lieux de résidences et de soutien : l'organisation du soutien et de l'aide apportée à la personne n'est pas déterminée par le type de bâtiment dans lequel celle-ci vit. Un niveau élevé de soutien peut être fourni dans un habitat en milieu ordinaire. Cette approche consiste à traiter la personne d'après ses besoins individuels sans essayer de la conduire à s'intégrer dans un ensemble de services déjà existants[20].
- Accès aux mêmes possibilités que les autres : ce principe, proche de celui de la conception universelle, se base sur l'idée de fournir aux personnes handicapées le même éventail de services et d'accès aux ressources et milieux communautaires que les autres, selon leurs propres choix. Si ces critères ne sont pas remplis, c'est que l'effort d'imagination développé pour garantir ces types de droits individuels n'a pas été suffisant[20].
- Choix et contrôle pour les personnes handicapées et leurs représentants : la personne handicapée doit avoir autant de contrôle que possible sur le type de services qu'elle reçoit, et sur la façon dont ceux-ci sont organisés, selon ses aspirations et préférences. Lorsque les personnes ne sont pas capables de faire leurs propres choix, des dispositions sont trouvées pour que leurs proches puissent les aider à protéger leurs intérêts et à garantir leur qualité de vie[20].

Selon l'article 19 de la Convention relative aux droits des personnes handicapées des Nations unies, chaque personne handicapée est reconnue comme ayant le droit à une vie communautaire, avec les mêmes possibilités de choix que les autres.
Dans l'ouvrage intitulé Les Couleurs de l'Oubli, Jean-Claude Ameisen, médecin et président du Comité consultatif national d'éthique de 2012 à 2016, et François Arnold mentionnent la réforme politique suédoise nommée Included in society.
Cette politique est basée sur le respect des droits fondamentaux et de la dignité des personnes atteintes de handicap mental, intellectuel, affectant les facultés relationnelles et les comportements, quelle que soit l'origine du handicap et l'âge de la personne.
La Suède considère en effet que placer les personnes atteintes de handicap en institution, c'est leur dénier leurs droits civiques fondamentaux.
Ainsi, toutes les personnes atteintes de handicap mental, quel que soit leur âge, vivent aujourd'hui de quatre à six personnes dans des petits appartements ou maisons, en présence d'accompagnateurs formés, dans leurs villes et villages, au contact de leurs proches.
Le coût de cette forme d'accompagnement au cœur de la société n'est pas plus important que celui du placement en institution.
--
Jean-Claude Ameisen estime que la vision de la société que nous avons ne sera pas complète si le point de vue de chacun n'est pas pris en compte, et qu'il faut dépasser la tendance à isoler, même si cette dernière s'inscrit dans un projet d'aidance.
Il cite aussi bien les enfants handicapés exclus de l'école, les personnes âgées reléguées en EHPAD, les patients atteints de la maladie d'Alzheimer envoyés en institutions, et les personnes atteintes de troubles psychiatriques.
Selon lui, une véritable démocratie se base sur le fait qu'à la possibilité de voter soit associée le respect des droits fondamentaux de chacun : à titre d'exemple il cite l'exclusion par la Déclaration d'indépendance des États-Unis de 1776, des populations serviles, féminines et autochtones.
--
Le 13 mai 1978, sous la pression du processus de désinstitutionnalisation mis en place à Trieste et dans d'autres parties de l'Italie, la loi 180 a été approuvée en Italie, laquelle a décrété le remplacement graduel des hôpitaux psychiatriques par un nouveau modèle de services de soins territoriaux. Au moment de la promulgation de la loi, les structures de l'hôpital psychiatrique de Trieste étaient presque totalement démantelées et la circulation de patients était devenue minime.
La loi 180 statue que, même en psychiatrie, la base des services de santé est le droit d'une personne à la santé et au soin plutôt que l'évaluation de sa dangerosité.
Dans le cas d'un besoin d'hospitalisation, le traitement est délivré par les Services de Diagnostic et de Traitement Psychiatrique dans les hôpitaux généraux.
La loi 180 établit que personne ne peut être hospitalisé dans un centre psychiatrique. Il s'agit de la première loi dans le monde à bannir les asiles et hôpitaux psychiatriques.

## Développement dans divers pays

### Suède

#### Personnes avec un handicap mental
Depuis l'année 2000, l'ensemble des personnes en situation de handicap mental reçoivent une assistance personnalisée basée dans la communauté et il n'existe plus de soins en institution. Cette désinstitutionnalisation complète est le fruit d'une évolution graduelle de la prise en charge des personnes en situation de handicap mental, entamée à partir de 1976 où la décision de la fermeture d'une grande institution de soin a été prise. Les personnes résidentes ont eu accès à des espaces de vie de plus en plus individuels et insérés dans la communauté. En 1985, le parlement suédois vote un acte stipulant que chaque personne, même en situation de sévère déficience intellectuelle, a le droit de participer à la vie de la communauté.
Une des formes fréquente de logement consiste en habitat groupé, composé de cinq appartements individuels. Du personnel spécialisé est rattaché à chaque maison. En plus de l'assistance à la vie quotidienne, le personnel spécialisé aide les résidents à établir un programme pour les activités de la semaine. Les résidents participent à des activités en centre de jour et/ou à des activités ouvertes à tous. Les personnes avec un handicap mental sont encouragées et aidées à participer à la vie culturelle et associative de la société.

### Italie

#### Historique
En août 1971, Franco Basaglia est devenu directeur de l'hôpital psychiatrique provincial de Trieste, hébergeant 1182 patients. Ici il commença un travail de transformation, réhabilitation, et de construction d'alternatives.
En 1980, sous la supervision de Franco Rotelli, les nouveaux services communautaires avaient remplacé les anciennes méthodes d'assistance.
Pendant plus de trente ans, la ville de Trieste (240 000 habitants) n'a disposé d'aucun type d'hôpital psychiatrique. Les centres psychiatriques ont été remplacés par quarante structures différentes, dotées de rôles spécifiques, tel que le soin à domicile. Le coût des services psychiatriques, les effectifs des équipes ainsi que le nombre de lits en service psychiatrique ont connu une diminution radicale.
Depuis 1987, l'Organisation Mondiale de la Santé (OMS) a reconnu l'expérience de Trieste comme un point de référence pour les approches innovantes en santé mentale.
En mars 1999, le ministre de la santé a annoncé la fermeture finale de tous les hôpitaux psychiatriques publics.
En 2010, le Département en Santé Mentale de Trieste a été reconfirmé comme Centre collaborateur en santé mentale par l'OMS.
En 2010, la commission parlementaire d'investigation sur l'efficacité du système national de santé mène des inspections surprise dans les six hôpitaux de psychiatrie judiciaire.
La loi de février 2012 déclare que les mesures d'admission dans les hôpitaux de psychiatrie judiciaire doivent prendre place exclusivement dans les structures de santé.
En 2017, les derniers résidents des hôpitaux de psychiatrie judiciaire sont transférés dans les services appelés Résidences fermées pour la mise en œuvre de mesures de sécurité (Residenze per la Esecuzione della Misura di Sicurezza)

#### Bases idéologiques
En août 1971, Basaglia a formé un groupe de jeunes docteurs, sociologues, travailleurs sociaux, volontaires et étudiants venus de différentes parties d'Italie et d'Europe. Dans son livre de 1968 l'Institution en Négation (l'Instituzione Negate), il dénonce le fait que les hôpitaux psychiatriques ne remplissent pas leur rôle d'assistance et d'aide, parce qu'ils sont soumis aux lois et règles qui régissent l'ordre public et le contrôle social. L'objectif de Basaglia était de transformer l'organisation du service afin de le remplacer avec un réseau de services territoriaux remplissant diverses fonctions de soin, hébergement, protection et assistance.
L'objectif du gouvernement local et central est de promouvoir la citoyenneté pour la population la plus désavantagée et vulnérable. Spécifiquement, les personnes souffrant de troubles mentaux sévères ont besoin d'accéder à des ressources économiques et matérielles, même de manière transitoire, afin de gagner un revenu et de vivre dans des conditions décentes : des conditions d'hébergement satisfaisantes dans des maisons, la possibilité de vivre dans des communautés ainsi qu'un hébergement transitoire protégé ou semi-protégé ; des placements professionnels en relation avec leurs besoins, leurs capacités et leurs préférences ; l'accès à l'éducation, l'information, la formation, à des milieux sociaux et des opportunités, l'occasion de prendre part à diverses activités et d'avoir du temps libre.
Une approche territoriale, non bureaucratique des situations de crise, située en dehors du modèle médical, est utilisée afin de prendre en charge les moments de crise et d'évolution. Il est question de restaurer le plus tôt possible les facteurs d'équilibre afin de réduire la nécessité des admissions hospitalières, ce qui réduit le risque de rechute. De cette façon, la crise devient une partie de l'histoire personnelle, avec son propre sens, reconstruite et satisfaite en faisant appel à des ressources et des liens.
La reconnaissance du droit de travailler, et le remplacement des unités hospitalières démontre que ce n'est pas un trouble ou un handicap qui empêche la construction de processus de réhabilitation mais le statut administratif et judiciaire des patients.
Les services territoriaux adoptent un modèle opérationnel différent de celui du modèle clinique hospitalier. Ils vont vers les patients, n'utilisent plus des compétences strictes et standardisées, mais favorisent le réseau de relations sociales, insistant sur les qualités et les compétences des personnes plutôt que sur leurs symptômes. Ce modèle ne définit pas un temps opérationnel divisé en protocoles, mais prend soin, en tant que programme spécifique, de chaque personne, tout en maintenant la qualité de leur espace de résidence, l'ameublement, la propreté, l'alimentation, ainsi que la qualité des relations humaines.
À Trieste le bâtiment qui a contenu l'ancien hôpital psychiatrique est progressivement revenu à la cité. Aujourd'hui il abrite des départements universitaires et des services urbains.

#### Des programmes proches de la communauté
Les Centres de Santé Mentale (MCH) de Trieste sont les points d'accès et les centres de planification du système de santé mentale. Les pratiques professionnelles consistent à fournir une continuité thérapeutique et de réhabilitation, spécialement pour les gens qui souffrent de troubles en santé mentale sévères. Le service opère là où les usagers se trouvent, pas seulement à la maison mais aussi à l'hôpital, dans les maisons de repos, les prisons et les hôpitaux de psychiatrie judiciaire.
Les Centres pratiquent les activités suivantes :
- Hébergement de nuit, de durée variable, pour répondre aux situations de crise et protéger contre des risques spécifiques, afin de donner un répit au patient et à sa famille[26]
- Hébergement de jour, afin de répondre aux situations de crise, afin de fournir des thérapies pharmacologiques et du support psychothérapeutique, afin de stimuler la participation dans des activités de réintégration[26]
- Service de consultation pour patients externes, afin d'offrir des consultations initiales et superviser le développement dans le programme de traitement[26]
- Service à domicile, afin d'étudier les conditions de vie du patient et de sa famille, d'offrir une médiation dans les conflits avec le voisinage dans les situations de crise, pour administrer des médications, pour accompagner des gens à l'hôpital, aux bureaux gouvernementaux, au travail[26]
- Travail thérapeutique individuel, afin d'écouter et d'étudier les problèmes et les conditions de vie des personnes, afin de trouver des voies de sortie et de construire un nouvel équilibre[26]
- Travail thérapeutique avec la famille, afin d'attester et de discuter des dynamiques de conflit, stimuler des possibles changements et constituer des alliances avec le programme thérapeutique[26]
- Activités de groupes impliquant des opérateurs, des bénévoles, des usagers et des familles, afin d'activer un réseau social d'amis, de collègues, de voisins, ou d'autres qui joueraient un rôle important dans les processus sociaux et de réintégration sociale[26]
- Réhabilitation et prévention, par des coopératives, des ateliers d'expression, l'école, des activités sportives et récréationnelles, des groupes de jeunesse et l'auto-amélioration[26]
- Soutien pour les familles les plus désavantagées, via des avantages économiques (intégration sociale, formation professionnelle, soutien pour des activités de réhabilitation) ou en accompagnant ou orientant les patients dans des organisations et institutions adaptées à leurs besoins[26]
- Soutien pour la réhabilitation à domicile, dans des groupes de relogement et pendant le traitement, avec différents degrés d'assistance et de protection adaptés aux besoins des personnes handicapées[26]
- Activités de conseil dans des services de santé, des services hospitaliers, des secteurs de santé et en prison, où des usagers sont déjà pris en charge par les Centres de Santé Mentale, afin de poursuivre l'analyse diagnostique, de recommander des thérapies spécifiques et d'initier des processus de soin[26]
- Réponse aux appels pour une aide urgente, de l'aide, des rendez-vous et la supervision d'activités thérapeutiques en cours[26]

#### Redéfinition des fonctions de l'hôpital
À partir de 1973 les tâches des personnels soignants en psychiatrie se sont exercées avant tout hors de l'institution, dans une tentative de réétablir les relations entre les patients internes et leurs familles, de les emmener en ville pour trouver du travail et des logements. L'hôpital lui-même est ouvert aux expositions artistiques urbaines, aux festivals et aux concerts, afin que les soignants en psychiatrie interagissent avec les acteurs sociaux : les jeunes, les organisations de femmes, les mouvements étudiants, les organisations politiques et les syndicats, les agences d'information, l'opinion publique, les intellectuels et les artistes.
Des sorties et des visites sont organisées afin que les patients puissent participer aux activités en milieu ouvert. Dans le premier centre désinstitutionnalisé, des ateliers de peinture, de sculpture, de théâtre et d'écriture sont organisés.
Le Service de diagnostic et de traitement psychiatrique est assuré par le grand hôpital de Trieste. Il est ouvert aux psychiatres venus de toutes unités de Départements en Santé Mentale. Il assure des consultations psychiatriques pour les urgences dans le Service d'urgence de l'hôpital général, et offre de l'aide aux départements de l'hôpital sur demande. Après une évaluation par un spécialiste et après avoir fourni un traitement initial, l'équipe peut recourir au Centre en Santé Mentale (MHC) afin de poursuivre le service de prise en charge.
Le but du Service est de réduire la durée de l'hospitalisation, qui n'est en aucun cas considérée comme un substitut à la prise en charge par les unités territoriales. Le Service assure que les patients restent en contact avec leur environnement, même pour les cas les plus sérieux, afin de pouvoir récupérer après la crise et éviter l'institutionnalisation.

#### Des soins locaux et territorialisés
En 1981 le Département en Santé Mentale (DSM) a été institué par la loi. Le DSM garantit l'unité technique, administrative et managériale du réseau de service territorial, ses programmes et activités.
Dans les zones locales, des groupes résidentiels et de logement ont été développés, afin de fournir un hébergement non seulement aux patients ayant reçu des soins mais aussi aux personnes n'ayant jamais été hospitalisées, mais vivant en situation précaire ou en conflit avec leur famille.
Des programmes de réhabilitation, de formation et de socialisation ont été mis en place : des activités récréationnelles et de loisirs, des ateliers d'expression, des cours d'alphabétisation et l'éducation. Vers la seconde moitié des années 1980, il y a eu une augmentation du nombre de coopératives impliquées dans le placement professionnel, et leur domaine de compétences ainsi que d'activités a été peu à peu étendu.
Les années suivantes, les coopératives on de plus en plus insisté sur l'autonomisation des personnes avec ni'mporte quel type de handicap, ainsi que les victimes d'addiction et de marginalisation sociale. Le renforcement de leur activité a coïncidé vers le milieu des années 1990 avec un travail exercé par les aidants des usagers des DSM pour un plein exercice de leurs droits citoyens. Les programmes de réhabilitation et d'autonomisation, centrés sur l'hébergement, le travail, les relations sociales, l'éducation et la formation, ont de plus en plus visé à la construction de réseaux et de groupe d'auto-amélioration visant les populations à risque.

#### Systèmes coopératifs et de réinsertion
Au cours du mouvement d'émancipation des personnes internes à l'hôpital, de nombreuses organisations de patients ont été constituées. La plus importante d'entre elles a été établie en 1972, la Coopérative des Travailleurs Unifiés. regroupant des personnes hospitalisées avec différentes tâches, telles que nettoyer les secteurs et s'occuper des cuisines et du parc. L'assignement d'un contrat d'union à chaque travailleur hospitalisé représente un grand changement par rapport à l'ancienne pratique d'exploitation des patients internes, référée jusque là en tant que thérapie occupationnelle. À la place, cette initiative a débouché un an plus tard sur la création des coopératives sociales.
Les premières coopératives pour aider les personnes désavantagées à intégrer la société ont été établies à Trieste en 1980. En 1991, le gouvernement italien a passé une loi afin de réguler ces coopératives, les autorisant à s'occuper de services de santé, sociaux et éducatifs et d'autres activités (agricoles, industrielles, commerciales et de service) visant à aider les personnes désavantagées à trouver du travail. La loi stipule que les personnes désavantagées doivent représenter au moins 30 % des effectifs dans les coopératives. Le Département de Santé Mentale de Trieste a un accord avec deux coopératives afin de gérer les services de santé, sociaux et éducatifs dans les installations résidentielles, et avec dix coopératives pour aider les personnes désavantagées à travailler dans diverses activités : le jardinage, l'artisanat de décoration et de mode, les ornements architecturaux, la sérigraphie, l'organisation de réceptions, le nettoyage, la récupération et le recyclage de matériaux usagés, le transport, etc.
En 1996, le Bureau pour la formation et le placement professionnel a été mis en place, avec le soutien d'opérateurs venus des différents services du département. Les usagers impliqués dans les programmes professionnels et de formation peuvent obtenir des bénéfices financiers (subventions à la formation professionnelle) qui constituent un important outil thérapeutique. Depuis 1998, le Bureau a fonctionné en coopération avec les coopératives de la province de Trieste afin de développer des stratégies pour combattre l'exclusion sociale et construire des projets de partenariats territoriaux pour l'intégration et le développement.

#### Influence sur le système territorial de santé
En 1998, l'Agence de Santé de Trieste a été établie par la région Friuli Venezia Giulia, afin d'amplifier les services de santé communautaires. L'Agence incorpore le Département de Santé Mentale et promeut également des services locaux comme alternative au soin hospitalier dans d'autres secteurs de la médecine. L'établissement de l'Agence, grandement inspiré par le travail fait en psychiatrie, a conduit au développement des Districts de Santé, qui organisent les services afin d'éviter et de réduire l'hospitalisation dans les secteurs suivants : cardiologie, pneumologie, gériatrie, physiothérapie et oncologie.
L'objectif de la réduction du rôle des hôpitaux était de guider le travail des districts de santé au cours des années dans le développement de services à objectifs multiples et d'installations, incluant les médecins généralistes et les premiers soins, offrant une vaste quantité de services territoriaux.

#### Formation internationale en santé mentale
Le Département en Santé Mentale de Trieste a désigné en tant que Centre collaborateur pour l'Organisation Mondiale de la Santé en 1987. Il permet l'accueil, l'accès à des séminaires et la collaboration avec des chercheurs, étudiants, administrateurs, familles, bénévoles, personnalités politiques, médecins et psychologues.
Il offre le soutien et l'orientation en matière de désinstitutionnalisation et dans le développement de services en santé mentale communautaires, intégrés et compréhensifs, en matière d'établissement de nouvelles politiques locales ou nationales, dans le gestion et la direction, dans l'implémentation de réseaux locaux de services, dans le développement d'unités multidisciplinaires de travail.
Il entreprend la dissémination de pratiques innovantes dans la communauté en santé mentale, par exemple des alternatives aux prises en charge de crise, des centres en santé mentale compréhensifs, des services de réhabilitation, de récupération et d'inclusion sociale, des réseaux intégrés d'intervention précoce, des technologies d'entreprise sociale et coopérative, des conseils en matière de désinstitutionnalisation et de transformation des systèmes.

#### Originalité juridique
Ota de Leonardis, professeur de sociologie de la culture au département de sociologie et de recherche en sciences sociales de l’université Milano-Bicocca, a produit un document de recherche universitaire dans la revue Déviance et société de mars 1985. Elle y analyse le cas du Traitement sanitaire obligatoire (TSO) dans la réforme psychiatrique italienne. Elle y décrit cette mesure en accord avec le cadre général de la loi :
- Cette intervention ne réduit pas l'espace des droits personnels et le rôle du juge y est rappelé comme garantie de cette loi[29]
- Cette intervention n'implique pas l'internement et peut être pratiquée dans diverses situations, c'est-à-dire dans un centre territorial, chez le patient, etc[29]
- Il ne suspend pas, mais au contraire exige explicitement de la part du professionnel la recherche d'accord de la part du patient[29]
- C'est un acte sanitaire à part entière, et donc engage la responsabilité des autorités sanitaires (le maire), du service et des thérapeutes, limité aux cas où ces derniers ne trouvent pas d'alternative pour répondre à l'urgence[29]

Ce rapport construit sur la contradiction, selon l'auteur, inhérente au rapport thérapeutique psychiatrique, introduit une forme de contractualité de type nouveau de la part du patient, ainsi qu'une responsabilité de type nouveau de la part du thérapeute. En effet, il n'est pas plus question de laisser l'individu à sa liberté comme un abandon à sa souffrance que d'employer une coercition comme réponse absolue à ses besoins de prise en charge.
Pour Ota de Leonardis, le mouvement de désinstitutionnalisation représente un processus complexe, contradictoire et conflictuel, et ne se fige pas dans l'idéal d'un point d'arrivée qui serait constitué par des solutions normatives et définitives.

#### Les hôpitaux de psychiatrie judiciaire
Les six hôpitaux de psychiatrie judiciaire (Ospedali Psichiatrici Giudiziari, OPG) opérationnels en Italie abritent les personnes atteintes de troubles mentaux reconnues coupables de crimes. Dans une réunion sénatoriale du 28 février 2017, le comité Stop OPG a présenté un rapport sur la négation des droits des personnes soumises à la contention pour des raisons psychiatriques dans ces établissements. L'importance de superviser les Résidences fermées pour la mise en œuvre de mesures de sécurité (Residenze per la Esecuzione della Misura di Sicurezza, REMS) instituées en 2015, en tant qu'unités non carcérales fonctionnant en accord avec les principes des Départements en Santé Mentale a été soulignée. Les résidents des REMs peuvent être soumis à des mesures définitives ou temporaires, et dans ce cas peuvent être répartis dans différentes structures du territoire.
La ministre de la santé Béatrice Lorenzin, dans une déclaration du 20 février 2017, a déclaré que les six derniers résidents du dernier OPG allaient être transférés, et que c'était un grand progrès en matière de santé mentale et de droits humains. Avec la disparition des REMS devrait disparaître en Italie la pratique de la contention mécanique, à présent seulement employée dans le dernier OPG restant, Castiglione delle Stiviere. La loi 81 définit une mesure de sécurité en établissant un terme de séjour, lequel ne peut pas dépasser la durée maximale attribuable à la peine maximale relative au crime commis par la personne détenue. Lorsqu'un personne entre en REMS, le psychiatre connaît la date de sortie et peut ainsi travailler en adaptant la nature de l'intervention thérapeutique à la durée en question.

### Pays asiatiques
Contrairement aux pays occidentaux dans lesquels le soin communautaire a été développé avec l'espoir de réduire le nombre de séjours hospitaliers, les pays d'extrême-Orient (par exemple, la Chine elle-même, Taiwan) ont développé le soin communautaire à cause d'un manque de places en structures psychiatriques. A contrario, le Japon a dû développer le recours au soin communautaire sans limiter la masse des lits en hôpitaux psychiatriques.
Le développement de ces soins communautaires sans désinstitutionnalisation s'est établi d'après plusieurs facteurs :
- Les programmes de relogement ne se sont pas développés comme prévu, malgré les efforts de la Loi sur la Santé Mentale[30]
- La plupart des programmes de réhabilitation psychiatrique se déroulent au sein des structures hospitalières, et les dispositifs de prise en charge intermédiaires sont souvent dirigés par les hôpitaux[30]
- Les programmes de réhabilitation professionnelle, soutenus par le gouvernement, s'inscrivent dans une tradition selon laquelle les patients internes étaient soumis à d'intenses programmes occupationnels développés par les hôpitaux psychiatriques, ceci afin de retourner à un environnement compétitif dès la fin de leur séjour[30]
- Le Japon est en train de sortir d'un système de gardiennage envers les personnes atteintes de troubles mentaux datant des années 1950 (notion de hogogimusha, ou devoir de protéger), par l'intermédiaire d'associations de familles, qui soutiennent la mise en place d'ateliers et promeuvent des programmes de psychoéducation de manière coordonnée avec les structures hospitalières[30]

## Traités et accords internationaux

### Capacité légale et privation arbitraire de liberté
Le droit de vivre en communauté est lié à deux droits importants principes de droits humains : le droit d'exercer une capacité légale contenue dans la Convention relative aux droits des personnes handicapées (CRPD) (article 12), et le droit de ne pas être privé de liberté de façon arbitraire, contenu dans le Pacte international relatif aux droits civils et politiques (ICCPR) (article 9), et dans la CRPD (article 14) et dans la Convention européenne des droits de l'homme (article 5).
Selon la justice internationale des droits de l'Homme, chaque personne a un droit à la reconnaissance en tant que personne d'après la loi (ICCPR, article 16). Cette reconnaissance advient avec la présomption que chaque personne peut prendre des décisions en son nom propre. Étant donné que les personnes avec un handicap physique ou mental ont été historiquement sujets à des limitations factuelles ou légales quant à l'exercice de leur capacité légale, le droit à l'auto-détermination et à la reconnaissance en tant que personne par la loi revêt une importance particulière pour cette population. Ainsi, l'article 12 de la CRPD soutient que «les États Parties devront reconnaître que les personnes avec handicap dispose de capacités légales au même titre que les autres dans tous les aspects de la vie» et «doivent prendre les mesures appropriées afin de permettre à toutes les personnes handicapées d'obtenir le soutien dont ils ont besoin pour l'exercice de leur capacité légale».
Le texte de l'article 12 ne rejette pas la possibilité d'un système de soutien dans lequel une tierce partie donnerait des conseils à la personne dans la prise de décisions et dans l'exercice de ses droits. Ce système devrait être un régime de soutien pour le libre exercice des droits de la personne, un processus dans lequel la volonté et les choix de la personne sont pleinement respectés. Au sein de ce système de soutien, un État doit prendre des mesures de sécurité contre les abus. Ces mesures doivent assurer que l'aide fournie est le soutien fourni est adapté aux circonstances individuelles, limité dans le temps, et libre de tout conflit d'intérêts et soumis au contrôle impartial et régulier d'un corps judiciaire. De plus, l'État doit assurer à la personne un droit au conseil pour chaque procédure concernant le besoin de soutien.
Lorsqu'un État soutient le droit des personnes handicapées à vivre dans la communauté, il doit aussi surveiller ses propres procédures de placement des personnes dans des institutions, ce qui constitue une privation de liberté. Les garanties de la liberté et de la sécurité d'une personne, et le droit de s'opposer aux privations de sa liberté, constitue des sécurités contre les privations contre les détentions arbitraires et sont considérées comme faisant partie des droits fondamentaux.
L'article 9 de l'ICCPR soutient que «nul ne doit être soumis à l'arrestation ou à la détention arbitraire» et que «nul ne doit être privé de sa liberté excepté sur les bases et en accord avec les procédures telles qu'établies par la loi». L'article 9 statue aussi qu'un individu a la possibilité de s'opposer à sa détention, étant donné que «toute personne privée de sa liberté par arrestation ou détention doit être autorisée à entamer une procédure devant une cour, afin que cette cour décide sans délai du caractère légal de la détention et ordonne sa libération si la procédure n'est pas légale».
Selon le Comité des droits de l'Homme des Nations unies, ces conditions ne s'appliquent pas seulement aux gens accusés de crimes mais aussi à «toute personne privée de sa liberté par arrestation ou détention» incluant les personnes détenues «par exemple, troubles de santé mentale, vagabondage, addiction à la drogue, contrôle d'immigration, etc».
L'article 5 de l'EHCR fournit des protections similaires à l'article 9 de l'ICCPR, exception faite d'un énumération explicite des «aliénés», un terme qui n'est pas défini avec précision par la Cour Européenne de Droits de l'Homme mais semble se référer aux personnes avec handicap mental, et de la possibilité de détenir une personne légalement sur cette base. Ceux qui sont détenus en tant qu'«aliénés» doivent avoir recours à une cour qui décidera du caractère légale de cette détention.
Cependant, l'article 14 de la CPRD fournit des protections supplémentaires contre les privations de liberté des personnes avec handicap. L'article 14 ne se contente pas de prévenir les détentions arbitraires mais statue aussi que les détentions ne peuvent être justifiées sur la base de l'existence d'un handicap. Il doit ainsi y avoir une base, dépourvue de discrimination à l'encontre du handicap, justifiant la privation de liberté.
Quelles que soient les raisons de la détention, la Cour européenne des droits de l'homme (ECtHR), a décidé d'un nombre de cas, basés sur l'article 5 de l'EHCR, où la détention prend effet, et quand les mesures de sécurité doivent prévenir la détention arbitraire. Selon la jurisprudence de l'ECtHR, les gens qui sont placés en institutions sont «privés de liberté» selon l'article 5, lorsqu'ils n'ont pas consenti au placement en institution, et lorsque l'équipe dans l'institution exerce un «contrôle complet et effectif sur leur prise en charge et leurs déplacements». De plus, une personne est privée de liberté lorsqu'elle est placée en institution contre sa volonté ne résiste pas activement à l'institutionnalisation, si le bâtiment n'est pas fermé ou qu'il n'est pas possible de le fermer, ou si la personne a été de manière fréquente autorisée à quitter le bâtiment sans surveillance. Ainsi, d'après la Convention Européenne, la prohibition de la détention arbitraire s'applique également aux institutions qui prétendent ne pas détenir les personnes, tant que les personnes hébergées en leur sein ne sont pas autorisées à partir.
Selon la jurisprudence de la Cour Européenne, lorsqu'une personne est placée en institution pour une raison quelconque, la décision de placement de cette personne doit inclure certaines sécurités. Elle doit être faite par un corps compétent, d'ordinaire un tribunal. Si cette décision a été prise par une autre branche du gouvernement, telle qu'un corps administratif exécutif, l'État doit autoriser le contrôle par un tribunal. Le contrôle par un tribunal est nécessaire afin de protéger l'individu de l'autorité de la branche exécutive, et représente le contrôle procédural le plus important contre la détention arbitraire dans le processus d'institutionnalisation obligatoire.

### Droit à la santé
L'article 12 du Pacte international relatif aux droits économiques, sociaux et culturels assure le «droit de chacun à jouir du standard le plus élevé possible de santé mentale et physique». Cependant, la loi internationale de précise pas de quel standard médical il est question. C'est pourquoi l'article 12 spécifie que les parties doivent prendre certaines mesures afin de «permettre la pleine réalisation de ce droit». Parce que le droit à la santé est considéré comme en droit en réalisation progressive, les états parties ont une «obligation spécifique et continuelle de se diriger de façon expéditive et effective en direction de la pleine réalisation de ce droit».
Le Comité des droits économiques, sociaux et culturels, qui est le corps chargé d'assurer le respect du Pacte international relatif aux droits économiques, sociaux et culturels, soutient qu'il existe certaines obligations centrales si fondamentales que les États membres doivent les remplir, quel que soit leur niveau de ressources disponibles. Le Comité a identifié, entre autres, le droit d'accès aux dispositifs de santé, aux biens et services sur une base non discriminatoire, spécialement pour les groupes vulnérables ou marginalisés, incluant les individus avec des handicaps mentaux ou physiques.
De plus, la Convention relative aux droits des personnes handicapées (CPRD) requiert que la délivrance de services de santé ne pratique pas la discrimination sur le handicap, et que les États doivent assurer aux personnes avec handicap le même type et extension de services que ceux assurés aux autres personnes. Elle spécifie aussi explicitement explicitement que les personnes handicapées donnent leur consentement plein et informé au traitement médical. La CRPD requiert également que les États parties fournissent un service de santé dont les personnes handicapées ont besoin spécifiquement à cause de leur handicap, dans des lieux aussi rapprochés que possible de leurs communautés de vie.
Le Comité des droits économiques, sociaux et culturels a statué que l'obligation de l'État était de «mettre en place des actions de façon positive afin de réduire les désavantages structurels et de donner un traitement approprié, préférentiel, aux personnes handicapées afin de permettre la réalisation des objectifs de pleine participation et d'égalité au sein de la société pour toutes les personnes handicapées». De cette manière, l'État est supposé fournir des programmes spécifiques adaptés aux besoins des personnes handicapées, afin que celles-ci puissent obtenir l'égalité. le Comité a aussi décidé que «le devoir des États de protéger les membres vulnérables de la société prend d'autant plus de place en temps de restrictions sévères des ressources».
L'Assemblée générale des Nations unies lie aussi le droit à la santé au droit qu'ont les personnes handicapées de vivre au sein de la communauté. Dans la Déclaration des droits des personnes handicapées de 1974, l'Assemblée générale statue que «les personnes handicapées ont droit à un traitement médical, psychologique et fonctionnel... qui puisse les rendre capables de développer leurs capacités et compétences jusqu'au niveau maximum et hâte le processus de réintégration ou d'intégration sociale». Étant donné que c'est l'état de santé de la personne qui justifie historiquement son institutionnalisation, assurer le droit à la santé est particulièrement important afin d'assurer le droit de la personne à vivre dans la communauté.

## Perception
Des études menées en Grande-Bretagne, aux États-Unis et en Australie montrent que les patients et leur famille préfèrent le modèle de désinstitutionnalisation et de vie en communauté, considérant comme vital que ce modèle soit soutenu par l'État.
La première ministre du Manitoba, Heather Stefanson, a présenté ses excuses officielles à l'Assemblée législative le 1er juin 2023 aux anciens résidents du Manitoba Developmental Centre, l'un des dernières institutions pour les personnes ayant un handicap intellectuel au Canada. 

#### Articles
- [Goanec 2015] Mathilde Goanec, « Fous à délier », Le Monde diplomatique,‎ janvier 2015, p. 16 (lire en ligne, consulté le 26 juillet 2018)

#### Publications européennes
- [Devandas-Aguilar, Catalina 2017] « Observations préliminaires de la Rapporteuse spéciale sur les droits des personnes handicapées, Mme Catalina Devandas-Aguilar au cours de sa visite en France, du 3 au 13 octobre 2017 », Haut-Commissariat des Nations unies aux droits de l'homme,‎ 13 octobre 2017 (lire en ligne)